# Leihwagen
Ein Mietwagen (gegen Entgelt, in Deutschland amtlich: Mietwagen für Selbstfahrer) oder Leihwagen (sofern unentgeltlich, ansonsten umgangssprachlich) ist ein Fahrzeug, zumeist ein Auto (hier: Mietauto), seltener ein Lieferwagen, Lastwagen oder auch ein Anhänger, welcher der Kundschaft auf bestimmte Zeit zum Gebrauch überlassen wird.   
Der jeweilige Mietpreis richtet sich bei Großvermietern nach der Mietwagenklassifizierung.
Neben Leihwagen gibt es auch Leih-Motorräder, Leih-Trikes und viele andere Fahrzeugarten (Boote, Motorroller, Fahrräder etc.), die in ähnlicher Weise verliehen oder vermietet werden.

## Verwendung

### Unfall- und Reparaturüberbrückung
Von Versicherungen getragene Schäden an einem Fahrzeug können Auslöser für das Zurverfügungstellen oder Inanspruchnehmen von Leihwagen sein: Das eigene Auto ist zum Beispiel wegen eines Unfalls nicht nutzbar und während der Reparaturdauer nutzt der Fahrer einen Leihwagen. Dieser darf nach aller Regel die gleiche Fahrzeugklasse wie der eigene Wagen aufweisen. 
Weiterer Grund für die Nutzung von Leihwagen kann sein, dass sich das eigene Auto in Reparatur befindet. Häufig besteht ein Anspruch aus einer „Mobilitätsgarantie“ des Fahrzeugherstellers. Je nach Nutzungsverhalten können Leihwagen günstiger sein als Taxifahrten.

### Urlaubsreisen
Entfernte Länder werden heute oftmals per Flugzeug aufgesucht. Um vor Ort im Urlaub mobil zu sein, suchen Reisende eine örtliche Autovermietung auf. Die Miete wird entweder für einzelne Tage vereinbart oder aber für mehrere Tage Wochen oder gar die komplette Urlaubszeit. Letzteres bietet sich insbesondere bei Selbstversorgern mit einer Urlaubs- oder Ferienwohnung an. Sie sind damit in der Lage, jederzeit Lebensmittel einzukaufen und zu einem gegebenenfalls entlegenen Haus zu fahren. Ein Fahrzeug kann auch direkt in einem Arrangement eines Reiseveranstalters enthalten sein.

### Geschäftsreisen
International gängige Praxis ist die Verwendung von an Flughäfen ansässigen Autovermietungen als Basis vieler Leihwagengeschäfte. National und international fliegende Geschäftsleute holen sich bei Ankunft am Flughafen bei einer Autovermietung einen Leihwagen, reisen mit diesem Fahrzeug zu ihren Geschäftspartnern und geben den Leihwagen vor ihrem Rückflug wieder am Flughafen zurück.

## Abgrenzung des Begriffs

### Leihwagen und Mietwagen
Ein Leihwagen wird verliehen, d. h. es findet eine kurzfristige, unentgeltliche Gebrauchsüberlassung (Leihe) statt. Dieser Service wird vor allem von Automobilclubs, Autoversicherungen und Autohäusern bzw. Vertragswerkstätten im Rahmen einer Mobilitätsgarantie für die Dauer der Reparatur des eigenen KFZ angeboten. Ein Mietwagen wird vermietet, d. h. es findet eine entgeltliche, vorübergehende Gebrauchsüberlassung (Miete) statt. Dieser Service wird vor allem von Mietwagenunternehmen (Autovermietung) angeboten.

### Leasing
Leihwagen müssen von Leasingfahrzeugen abgegrenzt werden, obwohl zunächst das Prinzip ähnlich erscheint: auch eine Leasinggesellschaft erwirbt ein Fahrzeug, um es gegen Nutzungsentgelt für einen längeren Zeitraum zu verpachten. Bei Leasingfahrzeugen muss zusätzlich vertraglich genauestens abgegrenzt werden, welcher vertragsschließende Teil die Kosten und Aufwendungen für Versicherung, Wartung und Steuern übernimmt. Dieses ist bei Leihfahrzeugen weitaus einfacher: diese Kosten trägt immer die leihgebende Gesellschaft. Zahlen muss der Nutzer lediglich eine zeitbezogene Nutzungspauschale, in der Regel einen Tagessatz, an den jedoch Auflagen und Zusatzkosten geknüpft sein können wie das Nicht-Überschreiten bestimmter Entfernungen.

### Privat verliehene Fahrzeuge
Von einem „Leihwagen“ spricht man in der Regel nicht, wenn ein Fahrzeug nur von privat an privat ohne entstehende Kosten ausgeliehen wird. Sprachlich korrekt wäre es andererseits aber schon, weil die Leihe in ihrer Wortbedeutung ein zeitweiliges, kostenloses Überlassen von Gegenständen oder Ähnlichem ist.

## Marktübliche Bedingungen

### Anbieter und Übergabe
Ein Leihwagen kann direkt am Anmietort, oder alternativ auch schon vorab gebucht werden.
- Direktanbieter verfügen über eine oder mehrere eigene Mietstationen sowie über eine eigene Fahrzeugflotte. Es gibt sowohl Vermieter, die zu großen, internationalen Ketten gehören (beispielsweise Avis, Hertz, Europcar, Sixt und Alamo), als auch kleinere, lokal und unabhängig agierende Vermieter.
- Leihwagen-Broker wie Auto Europe, CarDelMar, Sunny Cars und TUI CARS haben im Gegensatz zu Direktanbietern keine eigene Mietflotte, sondern vermitteln die Fahrzeuge lediglich weiter.

Es gibt Angebote ohne und welche mit fester Kilometerbegrenzung. Bei letzterer werden zu viel gefahrene Kilometer separat abgerechnet.

#### Tankfüllung
Es ist in Europa üblich, dass Leihwagen vollgetankt übernommen und zum Ablauf der Entleihfrist ebenso vollgetankt zurückgegeben werden (Full/Full). Bei Missachtung seitens des Mieters stellt der Vermieter meist neben den eigentlichen Tankkosten eine weitere Aufwandsentschädigung in Rechnung, die in der Regel im Vertrag vorab genannt wird. Nicht in allen Ländern wird unter Full/Full verstanden, dass das Fahrzeug bei Anmietung wirklich vollgetankt ist. Dort wird der Tankstand im Übernahmeprotokoll bzw. Mietvertrag notiert und darf bei Rückgabe nicht unterschritten werden.
Autovermietungen bieten teilweise auch an, Tankfüllungen im Voraus zu bezahlen, was in der Regel aber für den Kunden unwirtschaftlich ist. In manchen Ländern ist es üblich, die Fahrzeuge jeweils mit leerem Tank zu übergeben. Pumpt der Vermieter den Tank bei Rückgabe nahezu leer, verdient er damit zusätzlich, da der Mieter meist eine gewisse Sicherheitsreserve im Tank belässt. 

#### Übersicht Tankregelungen
- FF (Full/Full)  = Es fallen keine Zusatzkosten an, wenn der Tankstand bei Rückgabe (mindestens) dem bei Anmietung entspricht.
- FE (Full/Empty) = Die erste Tankfüllung ist nicht enthalten und muss vor Ort bei Fahrzeugübergabe bezahlt werden. Restbenzin wird nicht erstattet.
- FP (Full Paid)  = Die erste Tankfüllung ist im Mietpreis inklusive. Die Rückgabe erfolgt mit leerem Tank.

### Mindestalter zum Fahren eines Leihwagens
Das Mindestalter für die Anmietung eines Leihwagens hängt von der Mietwagenkategorie, der Autovermietung und dem Anmietland ab und liegt oft zwischen 21 und 25 Jahren. Für luxuriöse Autos kann das Mindestalter noch höher liegen. Oftmals ist gegen Zahlung einer Jungfahrergebühr (pro Tag) eine Anmietung von Klein- und Kompaktfahrzeugen bereits ab 18 Jahren möglich. Auch ein Höchstalter ist bei manchen Autovermietungen üblich.
Darüber hinaus ist in den Mietbedingungen vieler Vermieter eine Mindestdauer für den Führerscheinbesitz des Mieters angegeben. Diese wird oft bei ein oder zwei Jahren angesetzt.
Diese Regelungen gelten nicht nur für den Hauptfahrer, sondern auch für alle vor Ort angemeldeten Zusatzfahrer.

### Zusatzfahrer
Grundsätzlich muss jeder Fahrer, nicht nur der Hauptfahrer, bei der Abholung des Leihwagens beim Vermieter angemeldet werden. Zusatzfahrer müssen sich genau wie der Hauptfahrer vor Ort ausweisen, einen Führerschein vorlegen und das Mindestalter erreicht haben bzw. eine entsprechende Jungfahrergebühr entrichten. Während bei manchen Anbietern ein oder mehrere Zusatzfahrer inklusive sind, erheben viele Vermieter eine Tagesgebühr pro zusätzlichem Fahrer.
Lässt der Mieter einen nicht angemeldeten Fahrer ans Steuer des Leihwagens, greift der zuvor gebuchte Versicherungsschutz nicht. Im Schadensfall bleibt der Mieter dann auf den Kosten sitzen.

### Kaution und Kreditkarte
Ein Großteil der Autovermietungen erhebt für die Abholung eines Leihwagens eine Kaution. Das gängigste Zahlungsmittel hierfür ist die (echte) Kreditkarte. Prepaid- sowie Debit-Produkte auch von den großen Kreditkartenanbietern, Debit-Karten, EC-Karten, Barzahlungen oder Zahlungen per Lastschriftverfahren werden nur in Ausnahmen akzeptiert. Für sehr hochwertige Fahrzeugklassen, vor allem für Sportwagen, werden häufig zwei Kreditkarten für die Hinterlegung der Kaution verlangt. Teilweise kann die Kaution vermieden werden, wenn direkt beim Vermieter eine Vollkaskoversicherung abgeschlossen wird.
Die Kreditkarte muss aus versicherungsrechtlichen Gründen auf den Hauptfahrer ausgeschrieben sein. Sie muss zudem über einen ausreichend großen Kreditrahmen verfügen, um die Kaution hinterlegen zu können. Andernfalls kann die Autovermietung die Übergabe des gebuchten Leihwagens verweigern.
Falls bei der Rückgabe des Leihwagens Mängel festgestellt werden, kann die Kaution von der Autovermietung teilweise oder vollständig zum Beispiel für die Kostenbegleichung von Schäden (in Höhe der Selbstbeteiligung), Bußgeldern, elektronisch erfasste Mautgebühren und fehlendem Kraftstoff einbehalten werden.

### Einwegmieten und Auslandsfahrten
Da viele Autovermietungen international agieren und auch innerhalb eines Landes oder einer Stadt über mehr als eine Mietstation verfügen, sind gegen Gebühr oftmals Einwegmieten möglich. Dabei wird der Leihwagen an einer Mietstation abgeholt und einem anderen Standort desselben Vermieters wieder abgegeben. Viele Anbieter beschränken Einweg-Angebote auf Strecken innerhalb eines Landes, internationale Einwegstrecken werden seltener angeboten. 
Auslandsfahrten mit einem Leihwagen können je nach Vermieter bzw. Veranstalter ausgeschlossen sein oder Einschränkungen unterliegen. Fahrten in Krisen- und Kriegsgebiete sind beispielsweise in der Regel nicht gestattet. Auch können grenzüberschreitende Fahrten auf bestimmte Fahrzeugklassen beschränkt sein.

### Abholung und Rückgabe
Bei der Abholung des Leihwagens müssen dem Vermieter in der Regel folgende Dokumente vorgelegt werden:
- eine (bzw. je nach Angebot zwei) auf den Hauptfahrer ausgestellte Kreditkarte
- gültiger Führerschein, ggf. in Kombination mit einem internationalen Führerschein
- je nach Verleiher und Land ein amtlicher Identitätsnachweis (wie ein Reisepass)
- Mietwagen-Voucher, falls nicht direkt bei dem Vermieter gebucht wurde.[17] Der Voucher ist ein Abholschein, der die Zahlung des Leihwagens belegt.[13]

Bei seriösen Anbietern wird sowohl bei der Abholung als auch bei der Rückgabe ein Protokoll erstellt, in dem der Zustand des Leihwagens festgehalten wird. Mietern wird zudem empfohlen, zur eigenen Absicherung gut erkennbare Fotos von dem Fahrzeug anzufertigen.
Je nach Standort und Anbieter ist die Abholung und Rückgabe des Leihwagens auch außerhalb der Öffnungszeiten einer Mietstation möglich. An manchen Flughäfen befinden sich viele lokale und günstigere Anbieter in einigen Kilometern Entfernung, weshalb sie einen kostenlosen Transfer zwischen ihrer Station und dem Flughafen anbieten. Für die Rückgabe befindet sich an manchen Stationen eine Dropbox, in die der Mieter den Fahrzeugschlüssel werfen kann, nachdem er das Fahrzeug abgestellt hat.

### Rechtssituation in Deutschland
In Deutschland ist das Wort „Leihwagen“ rechtlich falsch, da die Leihe unentgeltlich (§ 598 BGB) erfolgt. Die Miete ist eine Gebrauchsüberlassung, für die der Mieter nach § 535 Abs. 2 BGB eine Miete zu entrichten hat. Deshalb finden auf „Leihwagen“ die Vorschriften des Mietrechts entsprechende Anwendung. Sie unterliegen darüber hinaus besonderen Bestimmungen. Zum Beispiel müssen sie ihrem Einsatzzweck entsprechend zu Prämien versichert werden, die höher liegen als in der Regel von Dauernutzern für eigene Fahrzeuge zu zahlen sind. Sie unterliegen einer stärkeren technischen Überwachung: Die Frist zwischen zwei technischen Hauptuntersuchungen ist in aller Regel halbiert. Das heißt, dass ein Leihwagen in der Regel nach 12 Monaten anstatt erst nach 24 Monaten neu geprüft werden muss. Zudem muss ein Leihwagen als „Selbstfahrervermietfahrzeug“ zugelassen werden.
Der Vermieter ist verpflichtet, genaue Aufzeichnungen zu führen, die es erlauben, z. B. im Falle von Verkehrsverstößen den oder die Fahrer namhaft zu machen.
Die bundesrechtlich maßgebliche Regelung für Kraftfahrzeugvermietung ist die Verordnung über die Überwachung von gewerbsmäßig an Selbstfahrer zu vermietenden Kraftfahrzeuge und Anhänger vom 21. Juli 1969 (BGBl. I S. 875).